# 109-я стрелковая бригада

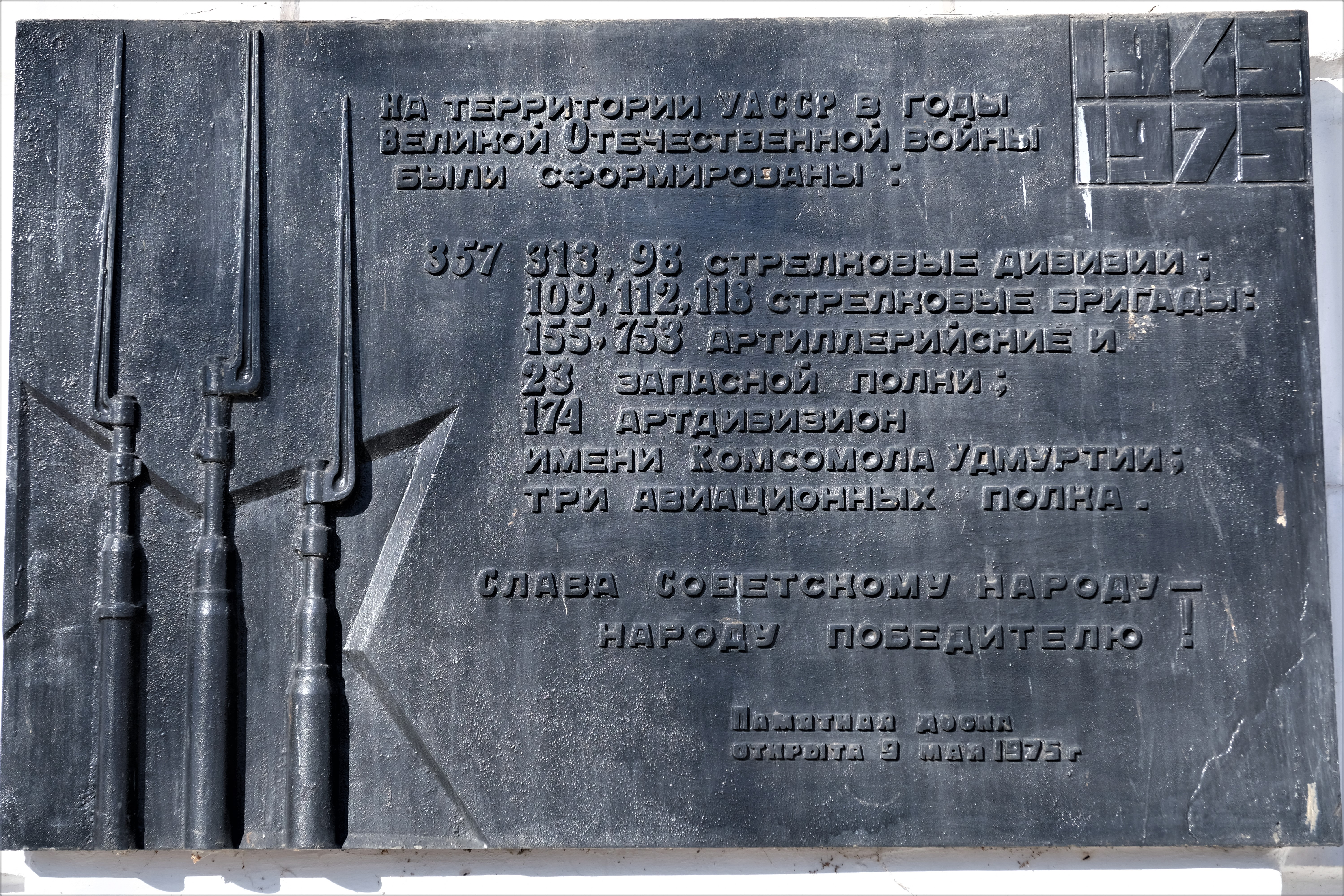
Памятная доска на здании Ижевского арсенала о сформировани 109 сбр.

109-я отдельная стрелковая бригада, 109-я стрелковая бригада — стрелковое формирование РККА ВС Союза ССР в Великой Отечественной войне.
В действующей армии с 05.05.1942 по 13.10.1942.

## История
Стрелковая бригада сформирована в октябре 1941 года (в декабре 1941 года — феврале 1942 года) в городе Котельнич Кировской области, согласно директиве Наркома обороны Союза ССР, от 29 ноября 1941 года. С назначением на должность командира бригады, 22 декабря 1941 года, в город прибыл подполковник Трофим Михайлович Шудренко, а старший батальонный комиссар Дмитрий Михайлович Уткин был назначен военным комиссаром бригады. На укомплектование отдельной стрелковой бригады командно-начальствующий состав поступил из Московского военного округа, Хабаровского и Владивостокского пехотных училищ. Сержантский и рядовой состав прибыли с Дальнего Востока. Также на укомплектование стрелковой бригады были направлены военнообязанные из Котельничского и других районов Кировской области.
109 осбр в период с 18 по 20 апреля 1942 года, согласно шифровке НКО Союза ССР, пятью воинскими поездами выехала на театр войны, и к 25 апреля сосредоточилась в районе Борки — Алешки — Плотка, Воловского района Курской области (ныне Липецкая область), и согласно боевому распоряжению 48-й армии за № 0091, от 19 апреля 1942 года, приступили к инженерному оборудованию этого района обороны. С мая 1942 года части бригады продолжали укреплять района обороны в инженерном отношении.
Соединение участвовало в обороне на Ливенском направлении (Ливенском плацдарме). 

Прежде всего должен выразить свою признательность солдатам, младшим командирам и офицерам 15, 132, 143, 148, 307-й стрелковых дивизий, 106 и 109-й отдельных стрелковых бригад, 129-й отдельной танковой бригады. Эти соединения исключительно упорно защищали каждый метр своих позиций, каждую высоту, каждый населенный пункт. Всякий мелкий тактический успех, которого добивались здесь ценой больших потерь войска вражеского 55-го армейского корпуса, в тот же день ликвидировался неотразимыми контратаками. Особенно результативны были контратаки 106, 109-й отдельных стрелковых бригад и 129-й танковой бригады.
... Стойко выдержали натиск противника и некоторые соединения 40-й армии, в частности 121-я и 160-я стрелковые дивизии, 111-я и 119-я отдельные стрелковые бригады, 115-я и 116-я отдельные танковые бригады.— М. И. Казаков, Над картой былых сражений. — М.: Воениздат, 1971. — 288 с. («Военные мемуары».) Тираж 65 000 экз..
13 октября 1942 года в соответствии с приказом Ставки Верховного Главнокомандования № 199425, от 7 октября 1942 года, 109 осбр была преобразована в 5-ю стрелковую дивизию (5-я Орловская ордена Ленина Краснознамённая орденов Суворова и Кутузова стрелковая дивизия)

## В составе
- Московский военный округ
- Резерв Ставки ВГК
- Брянский фронт с 05.05.1942
- Брянский фронт 13-я армия приблизительно с конца июня 1942 года

## Состав
В составе бригады находилось:
- управление;
- три стрелковых батальона;
- один — два артиллерийских дивизиона;
- миномётный дивизион;
- рота автоматчиков;
- части обеспечения. С конца 1942 года в бригадах стали дополнительно формироваться 4-й стрелковый и пулемётный батальоны и ещё одна рота автоматчиков. В осбр было около 5 000 — 6 000 человек личного состава.

## Командиры
- Трофим Михайлович Шудренко, командир бригады, подполковник
- Дмитрий Михайлович Уткин, военный комиссар бригады, старший батальонный комиссар